# Dicyrtoma fuscus
Dicyrtoma fuscus är en urinsektsart som först beskrevs av Lubbock 1873.  Dicyrtoma fuscus ingår i släktet Dicyrtoma och familjen Dicyrtomidae. Inga underarter finns listade i Catalogue of Life.